# Мармелейра (Риу-Майор)
Мармелейра (порт. Marmeleira) — район (фрегезия) в Португалии, входит в округ Сантарен. Является составной частью муниципалитета Риу-Майор. По старому административному делению входил в провинцию Рибатежу. Входит в экономико-статистический субрегион Лезирия-ду-Тежу, который входит в Рибатежу. Население составляет 700 человек на 2001 год. Занимает площадь 8,69 км².
Покровителем района считается Франциск Ассизский (порт. São Francisco de Assis).